# یواس‌اس بلوفیش (اس‌اس‌ان-۶۷۵)
یواس‌اس بلوفیش (اس‌اس‌ان-۶۷۵) (به انگلیسی: USS Bluefish (SSN-675)) یک زیردریایی بود که طول آن ۲۹۲ فوت ۳ اینچ (۸۹٫۰۸ متر) بود. این زیردریایی در سال ۱۹۷۰ ساخته شد.